# Меморіальний музей Марка Вовчка (Богуслав)
Меморіа́льний музе́й-сади́ба Марка Вовчка — освітньо-культурний заклад у м. Богуслав Київської області,  філія Музею історії Богуславщини. Відкритий 10 серпня 1985 року.

## Історія музею
За сприяння та безпосередньої участі Заслуженого працівника культури УРСР, директора богуславського краєзнавчого музею Бориса Левченка, створено меморіальний музей-садибу Марка Вовчка у будинку, де письменниця мешкала у 1885—1886 роках, та встановлено погруддя письменниці роботи скульптора Тараса Братерського. 10 серпня 1985 року, у 100-літній ювілей перебування Марка Вовчка у місті, відбулося відкриття погруддя та музею-садиби Марка Вовчка на Зароссі у Богуславі.

## Експозиція музею
Експозиція музею, присвячена богуславському періоду у творчості Марка Вовчка, зосереджена у п'яти кімнатах (залах) будинку.
У першій кімнаті, при самому вході до якої, стоїть погруддя письменниці, а на стіні — її висловлювання: «Живу і мислю думою одною про ті світлі часи, коли людина стане володарем своєї долі, свого щастя». Далі у кімнаті — матеріали, що дають уявлення про формування особистості письменниці до приїзду в Богуслав (1833-1885 роки). Окремі факти її біографії, портрети оточення, літературні досягнення… Як, наприклад, знайомство із німецьким композитором Едуардом Мертке в 1864 році і результат цього спілкування — вихід у світ збірника «200 українських пісень».
Друга кімната, присвячена богуславському періоду життя Марка Вовчка, де відтворено інтер'єр початку XX століття — піаніно, майстерно розписане ліжко, шафа. Тут, у Богуславі, вона мешкала з 10 серпня 1885 року до кінця червня 1886 року.
10 серпня 1885 року Марія Олександрівна Вілінська разом зі своїм чоловіком Михайлом Дем'яновичем Лобач-Жученком — управляючим третім Богуславським округом оселилася на тодішній околиці міста, у орендованому удільним відомством будинку мирового судді Володимира Антоновича Колосовського. Спочатку приїхав чоловік Марії, Михайло Лобач-Жученко. У своїх листах до дружини він писав, що хата сільська, лише «має панські широкі половиці», додаючи до листа план будівлі. Письменниця приєдналася до сім’ї пізніше. Довгі роки напруженої праці та переживань, пов’язаних із літературними скандалами й особистими проблемами, арешт та заслання сина, якому вона, незважаючи на свої зв’язки, не змогла допомогти, спричинили важку хворобу. Вона обстежувалася у київських лікарів, і на додачу до серцевих проблем, у неї виявили ще й онкологічне захворювання. Однак від оперативного втручання Марія відмовилася.
Всі ці фактори призвели до того, що у Богуславі вона фактично ні з ким не спілкувалася та перебувала у вкрай депресивному стані; за спогадами її чоловіка «могла тижнями, місяцями не виходити з хати». На щастя, страшний діагноз у 1886 році було спростовано. Важка хвороба онука Бориса теж певним чином посприяла поверненню до нормального життя — Марко Вовчок зосередилася на клопотах за хворим. Наприкінці червня 1886 року подружжя переїхало до с. Хохітва, що за 3 версти від Богуслава.
Наступна, третя кімната, розповідає про перебування Марка Вовчка у Хохітві. Саме, з кінця червня 1886 року до грудня 1893 року подружжя Лобачів мешкало у сільському будинку, що колись належав графам Браницьким, а пізніше викуплений удільним відомством під контору та помешкання управляючого. Тут письменниця вже «ожила» і навіть повернулася до літературної діяльності. Загалом на Богуславщині родина Лобач-Жученків прожила майже дев'ять років.
Щодо інтер'єру кімнати, то тут зібрано дещо з речей кінця XIX — початку XX століть: вигадлива люстра, стіл зі стільцями, дерев'яна скриня. На стінах фотокопії архівних матеріалів, що стосуються цього періоду життя Марка Вовчка. Зокрема, вражає репродукція портрета Лева Толстого, виконаного С. Хазіним. Якщо придивитися уважно, то видно, що одяг письменниці утворює рядки її «Крейцерової сонати», котрий Марія переписувала з чоловіком у 1890 році.
Четверта та п'ята кімнати музею присвячені останнім рокам життя (1893—1907) видатної літераторки. Наприкінці 1893 року подружжя Лобачів переїздить до Саратова. Але Марія Олександрівна ще раз відвідала Богуславщину. У жовтні 1896 року вона приїздила сюди збирати показання свідків на захист свого чоловіка, що став жертвою наклепу. Свідчення 129 осіб — мешканців Богуслава, Хохітви, Стеблева, були нею власноруч переписані й передані судовому слідчому.
В останні роки свого життя Марія Олександрівна не раз виявляла бажання відвідати ці мальовничі місцевості над Россю. Зокрема, у експозиції є лист, у якому Марко Вовчок з ностальгією згадує «милу Рось» та її зелені береги, де так вільно дихалося… Після виходу чоловіка у відставку подружжя назавжди вирішило повернутися до Богуслава, але обставини склалися так, що Лобачі переїхали до Нальчика, де письменниця й померла 10 серпня 1907 року.